# Ільхам (казанський хан)
Ільха́м Галі (الهام‎; бл. 1450 — бл. 1490) — 5-й казанський хан у 1479—1484 і 1485—1487 роках.

## Життєпис
Походив з династії Тука-Тимуридів, гілки Чингизідів. Син хана Ібрагіма і Фатми-Шах-Султан. Народився приблизно в 1450-х роках. 1479 року після смерті батька здобув владу. Змусив зведеного брата Мухаммед-Аміна втікати до Москви, а його матір Нур-Султан — до Кримського ханства.
1482 року дипломатичними заходами зумів уникнути війни з Великим князівством Московським. 1484 року за допомогою московського війська Мухаммед-Амін повалив хана Ільхама. Той втік до ногайців, які 1485 року допомогли Ільхамові повалити Мухаммед-Аміна.
1487 року Мухаммед-Амін знову прийшов з московським військом на чолі з воєводами князем Данилом Холмським, князь Йосипом Дорогобузьким, князем Семеном Хрипун-Ряполовським, князем Олександром Оболенським і князем Семеном Ярославським. В битві на річці Свіяж Ільхам зазнав поразки, відступивши до Казані. При цьому в тилу московитів став діяти татарський загін на чолі з Алі-Газі. Зрештою той зазнав поразки, а Казань опинилася в скрутній ситуації. Зрештою знать вирішала здати міста, хана було схоплено й видано воєводам. Владу знову перебрав Мухаммед-Амін.
Ільхама разом з матір'ю й рідними братами Мегір-Тагіром і Худай-Кулом відправили до Москви. За цим його було заслано до Вологди. Тут він помер близько 1490 року.